# Sada Jacobson
Sada Molly Jacobson (ur. 14 lutego 1983 w Rochester) – amerykańska szablistka, dwukrotna medalistka igrzysk olimpijskich i pięciokrotna medalistka mistrzostw świata.
Podczas igrzysk olimpijskich w Atenach w 2004 roku zdobyła brązowy medal indywidualnie, plasując się za rodaczką, Mariel Zagunis i Chinką Tan Xue. Na rozgrywanych cztery lata później igrzyskach olimpijskich w Pekinie była druga indywidualnie, przegrywając w finale z Zagunis 8:15. Na tej samej imprezie wspólnie z Zagunis i Rebeccą Ward zajęła trzecie miejsce w zawodach drużynowych. 
Na mistrzostwach świata w Budapeszcie w 2000 roku reprezentacja USA w składzie: Sada Jacobson, Christine Becker, Nicole Mustilli i Mariel Zagunis zdobyła drużynowo złoty medal. W tej samej konkurencji zdobywała następnie srebro na mistrzostwach świata w Nowym Jorku (2004), złoto podczas mistrzostw świata w Lipsku (2005) i ponownie srebro na mistrzostwach świata w Turynie (2006). Na ostatniej z tych imprez zdobyła również brązowy medal indywidualnie, plasując się za Ward i Zagunis.
Zdobyła też złoty medal indywidualnie na igrzyskach panamerykańskich w Santo Domingo (2003). Ponadto kilkukrotnie zdobywała medale mistrzostw panamerykańskich, w tym złote: indywidualnie na MP w Valencii (2006) oraz drużynowo podczas MP w Montrealu (2007) i MP w Querétaro (2008).
Jej siostra, Emily Jacobson, także uprawiała szermierkę